# ماند
ماند هي بلدة فرنسية تقع في إقليم لوزار في منطقة أوسيتاني جنوب فرنسا.